# Festival Independiente de Cómic Colombiano
El Festival Independiente de Cómic Colombiano, mejor conocido como FICCO, es un evento dedicado al noveno arte que se lleva a cabo en Bogotá. Este festival reúne a una diversa comunidad de artistas, creadores y amantes del cómic, manga, novela gráfica, historieta y otros géneros relacionados.

## Historia y organización
El Festival Independiente de Cómic Colombiano (FICCO) fue fundado en el año 2016 por los autores de cómics Juan Pablo "Champe" Ramírez y C. Granda. Este festival nació como una reunión de artistas de cómic, tanto veteranos como novatos, quienes participaban en diversas actividades, como charlas y conversatorios. La primera edición del festival se llevó a cabo en la Biblioteca Virgilio Barco, en un formato clandestino dentro de las salas de estudio y con una duración de un solo día.
A partir de la tercera edición del festival, la dirección del evento fue asumida por Santiago Suescún Garay, entonces estudiante universitario de comunicación. En ediciones posteriores, el festival se celebró en diversas sedes, incluyendo la tienda TooGeek, Maloka Museo Interactivo, Biblioteca Julio Mario Santo Domingo, y nuevamente la Biblioteca Virgilio Barco en el año 2022y 2023.
En respuesta a la pandemia de COVID-19, las ediciones de 2020 y 2021 del festival se llevaron a cabo de manera virtual. A pesar de estos desafíos, el festival ha continuado creciendo y en su edición de 2022 celebró su undécima versión, atrayendo a un público de más de mil personas. 
El Festival ha sido ampliamente reconocido y referenciado en diversas publicaciones académicas que exploran y analizan el desarrollo del cómic en Colombia y toda América Latina. Su contribución a la promoción y difusión del noveno arte en la región ha despertado el interés de investigadores y expertos en el campo del cómic, quienes han destacado la importancia de este evento como un punto de encuentro crucial para estudiantes, artistas, creadores y amantes del cómic en la región.

## Eventos
Las actividades fundamentales del evento se basan en las siguientes modalidades:
- Bazar del Cómic: Este espacio está destinado a artistas y creadores de cómics colombianos, donde tienen la oportunidad de exhibir y vender sus proyectos relacionados con el noveno arte. Entre los productos que se pueden encontrar se incluyen cómics, mangas, novelas gráficas, fanzines y otros trabajos propios realizados por los artistas. Además, se permite la venta de ilustraciones, pero no de fan-arts. Algunos de los colectivos y creativos de cómic participantes más frecuentes han sido: GoUP Cómics, Andrés Cruz, Surreal Cómics, entre varios otros.

- Talleres y Conferencias: El festival se enfoca en proporcionar oportunidades de aprendizaje y conocimiento relacionadas con el noveno arte y temas afines. Se ofrecen talleres y conferencias donde los artistas y creadores de cómics nacionales pueden compartir sus conocimientos y presentar charlas sobre sus proyectos más recientes.
- Actividades Comunitarias: El festival promueve la interacción y el fortalecimiento de la comunidad de artistas a través de actividades como concursos y juegos. Estas actividades se llevan a cabo tanto como parte de la programación del festival como en semanas previas a su realización.
- Premios Viñetas Esmeralda: A partir del 2025, se realiza una ceremonia para destacar y valorar los proyectos de noveno arte que se presenten al Bazar del Cómic. En él se premian las categorías: "Mejor enganche", "Mejor personaje", "Mejor ilustración", "Mejor guión" y "Mejor cómic".

Los eventos principales que han marcado la historia del festival son los siguientes:
| #  | Nombre                                               | Fechas                                                                              | Lugar                                                                  | Invitados destacados para actividades | Otras actividades destacadas | Dirigido por                                                             |
| -- | ---------------------------------------------------- | ----------------------------------------------------------------------------------- | ---------------------------------------------------------------------- | --- | --- | ------------------------------------------------------------------------ |
| 1  | FICCO #1: Festival Independiente de Cómic Colombiano | Sábado, 2 de abril de 2016                                                          | Biblioteca Virgilio Barco, Bogotá.                                     | ● Juan Pablo Silva Elías (GoUP Comics) ● Sergio Corradine y Eric Stephan Betancourt (Dragonfly Cómics) ● Rodrigo Lucio (Surreal Cómics) ● Daniel Greiff (Autor de Anacrónica) | | Juan Pablo “Champe” Ramírez                                              |
| 2  | FICCO #2                                             | Sábado, 9 de julio de 2016                                                          | Biblioteca Virgilio Barco, Bogotá.                                     | ● Juan Felipe Salcedo (Kindery) ● Nadim Amin (Caricaturista) | | Juan Pablo “Champe” Ramírez                                              |
| 3  | FICCO #3                                             | Sábado, 10 de diciembre de 2016                                                     | TooGeek, Bogotá.                                                       | ● Jerónimo Rivera (Cinéfilo y docente de cine) ● Oriana Fontalvo (experta en derechos de autor) | ● Bazar del cómic ● El Banquillo | Santiago Suescún Garay                                                   |
| 4  | FICCO #4                                             | Sábado, 11 de febrero de 2017                                                       | TooGeek, Bogotá.                                                       | ● Juan Felipe Salcedo (Kindery) ● Nadim Amin (Caricaturista) ● Anna García (Ilustradora) ● Nicolás Rodríguez (7g Lab) | ● Cadáver Exquisito (Cómic colaborativo) | Santiago Suescún Garay                                                   |
| 5  | FICCO #5                                             | Domingo, 16 de julio de 2017                                                        | Maloka Museo Interactivo, Bogotá.                                      | ● Michael Camelo (Mad Cave Studios) ● Hernán David Espinosa (Profesor de Multimedia de la Universidad de la Sabana) ● José Luis Jiménez (Sharpball) | | Santiago Suescún Garay                                                   |
| 6  | FICCO #6                                             | Sábado, 26 de mayo de 2018                                                          | Centro Cultural y Biblioteca Pública Julio Mario Santodomingo, Bogotá. | ● Óscar Andrade Medina (Loop.la) ● John Hernández Martínez (Ilustrador y animador) ● Eric Stephan Betancourt (Dragonfly Comics) ● Sergio Corradine (Dragonfly Comics) ● Said Atala (Editorial Bocadillo) ● Oriana Fontalvo (Experta de derechos de autor) ● Juan Pablo Silva Elías (GoUP Comics) ● Norman Leguízamon (Proyecto Sol Naciente) | ● Proyección de documentales ● Proyección de serie animada: Yaku y los héroes de Antigua ● Cierre musical: The 3 Players (Gamer Rock)                                                                                               | Santiago Suescún Garay                                                   |
| 7  | FICCO #6.5                                           | Sábado, 25 de agosto de 2018                                                        | Centro Cultural y Biblioteca Pública Julio Mario Santodomingo, Bogotá. | ● Puerta Naranja | ● Revistero FICCO (para revistillas de cómic colombiano donadas por los artistas) | Santiago Suescún Garay                                                   |
| 8  | FICCO 2019                                           | Sábado, 25 de mayo de 2019 y domingo, 26 de mayo de 2019                            | Centro Cultural y Biblioteca Pública Julio Mario Santodomingo, Bogotá. | ● Jaime López (Autor de Los Cuidapalos) ● Lorena Álvarez (Autora de Luces Nocturnas) ● Mario Mendoza y Keco Olano (Novela gráfica de Satanás) ● Andrés Rojas y Tatiana Barragán (Gravedad Uno) ● David “Benji” Bejarano (Cinéfilo y experto en cine) ● Pablo Guerra y Henry Díaz (Cohete cómics) ● David Restrepo (Película: Virus Tropical) ● Miguel Vallejo “Gusanillo” (autor de Emok) ● Óscar “Hache” Hernández (Hache Cómics) ● Bernardo Rincón y Armando Calderón (Autores de cómic) | ● Concurso de dibujo patrocinado por Actualidad Panamericana ●Tests de juegos de cartas basado en cómics colombianos ● Ilustración en vivo ●Taller de Modelismo y Origami ● Recolecta de cómics para el revistero ● Firma de cómics | Santiago Suescún Garay                                                   |
| 9  | FICCO 2020                                           | Miércoles, 20 de mayo de 2020 a lunes, 25 de mayo de 2020. Viernes, 4 de septiembre | Virtual                                                                | ● Alan Grant (escritor para DC Cómics, Marvel y Lego: Bionicle) ● Abby Denson y Matthew Loux ● Diego Zhaken (Short Comix) ● Boris Greiff (Ficciorama) ● Paula Pino (Colectivo Leche), Laura Álvarez y Pablo Pérez Altais ● María Camila Núñez (Los Cómics son Buenos) | ● Cierre musical: Victoria Villanueva ● Speed painting de Carolina Pineda “La Desparchada” | Santiago Suescún Garay                                                   |
| 10 | FICCO 2021                                           | Martes, 25 de mayo de 2021 a domingo, 30 de mayo de 2021                            | Virtual                                                                | ● Miguel A. Rosso (Nación Viñeta) ● Art Johnson (1studio cómics) ● Luis E. Silva (Aluna Studios) ● Gabriel Gamora (Viñeta Violeta) ● Keco Olano, Heidy Muskus, entre otros (Planeta Cómics) ● Raíssa João (CEO de Vaki) ● Juan Andrés Cabrera (El Divo Geek) ● Mateo Nieto (Charlas con el Mico) ● Carlos Londoño y Bobcito (Banda del Cómic) ● Luis Echevarría Uribe (Autor de Liborina) ● Daniel Penagos (creador de la página comiccolombiano.com) ● Profesores Enrique Uribe y Daniel Aguilar Rodríguez (Universidad Externado de Colombia) ● Rodrigo Lucio y Carlos de Armas (La Cámara Oscura del Olimpo) | ● Final del Torneo de juego de cartas Relick (basado en un manga colombiano) ● Especial de 5 años de FICCO ● Podcast: Creatibots ● Muestra de proyectos de cómic                                                                    | Santiago Suescún Garay                                                   |
| 11 | FICCO 2022                                           | Viernes, 20 de mayo de 2022 a domingo 22 de mayo de 2022                            | Biblioteca Virgilio Barco, Bogotá.                                     | ● Diego Cárdenas (Revista Blast) ● Delius (Editorial Loco Rabia de Argentina) ● Sarah Leavitt (autora Canadiense) ● Renée Nault (autora canadiense) ● Mario Mendoza y Keco Olano ● Juan Conde y Diana Gil ● Fundación Somos CaPAZes ● Carlos Granda y Andrés Barrero | ● Cómic colaborativo sobre Realismo Mágico (apoyado por Wacom) ● Torneo Relick: Copa FICCO ● Dos cierres musicales: The 3 Players y OP IJIEMU                                                                                       | Santiago Suescún Garay                                                   |
| 12 | FICCO 2022 Mini                                      | Sábado, 19 de noviembre de 2022 y domingo, 20 de noviembre de 2022                  | Biblioteca Virgilio Barco, Bogotá.                                     | - Óscar "Hache" Hernández - Raíssa Joao (CEO de Vaki) - Valentina Serrano - Juan David Suárez - César Varón y Jhon Edwin Gil (Briplab) - Profesor Daniel Aguilar (Universidad Externado) - Daniel José Penagos (comiccolombiano.com) - Diego Cárdenas (Revista Blast) - Gabriel Gamora (Editorial Viñeta Violeta) - Katherine Martínez (Geishaclown) | - Exposición de Arte: "Un vistazo a la aventura" - El Eco de la Llamada - Muestra de Cortometraje de Superhéroes: "Memorias en Siluetas"                                                                                            | Santiago Suescún Garay                                                   |
| 13 | FICCO 2023                                           | Viernes, 12 de mayo de 2023 a domingo, 14 de mayo de 2023                           | Biblioteca Virgilio Barco, Bogotá.                                     | - Ana Orjuela y Astrid Moya - Eliana Gómez (Templo de Bacatá) - Luis A. Suescún - Kateryn Velasco (Bee Comics) - Piragna Studios - Una Reina del Drama - Christian Balsero - Proyecto Frankenstein | - Torneo Relick Copa FICCO 2023 - Exhibición de Arte: "Luces Nocturnas de Lorena Álvarez" | Santiago Suescún Garay                                                   |
| 14 | Bogotá en Viñetas - Mercado Gráfico                  | Sábado, 23 de septiembre de 2023 a domingo, 24 de septiembre de 2023                | Biblioteca Virgilio Barco, Bogotá.                                     | Ninguno | Ninguno | Equipo año 99 de cómic colombiano Codirigido con: Santiago Suescún Garay |
| 15 | FICCO 2024                                           | Viernes, 17 de mayo de 2024 a domingo, 19 de mayo de 2024                           | Biblioteca Virgilio Barco, Bogotá.                                     | - Año 100 de cómic colombiano - Daniel Jiménez de Entreviñetas - Mateo Ramírez - Boris Greiff - Laura "Gorrión Blanco" Peláez - Diego Zhaken - Marco Paredes Manzano del documental "Fogón, Pasión y Sabor" - Carolina Pineda "La Desparchada" - Googuin de Dating Dick - Raúl Piamonte de Historias &Lustres | - Cierre Musical: Soryu Band J-Pop) - Exposición de arte: Primera muestra de figuras de personajes de cómic colombiano por Leo Corax. - Exhibición de Arte: "El Eco de la Llamada"                                                  | Santiago Suescún Garay                                                   |
| 16 | FICCO 2025                                           | Sabado, 15 de marzo de 2025 a domingo, 16 de marzo de 2025                          | Biblioteca Virgilio Barco, Bogotá.                                     | - Piragna Animación - Superintendencia de Industria y Comercio (SIC) - Zarpo Comics - CRAD - Fundación PLAN - David Alejandro López "Senshi" - Trigeon - Mano de Obra Cómics - Gremio Geek Colombia | - Premios Viñetas Esmeralda (1ra Versión) - Exposición de 105 figuras de personajes de cómic colombiano por Leo Corax. | Santiago Suescún Garay                                                   |